# KOSANBA
KOSANBA és una societat científica dedicada a l'estudi del vodú haitià.

## Fundador
L'organització va ser fundada l'any 1997 al Center for Black Studies Research de la Universitat de Califòrnia, Santa Bàrbara, en aquells moments sota la direcció de Claudine Michel, que és actualment el director executiu de KOSANBA.
Tretze estudiosos es van reunir per a un col·loqui sobre el vodú haitià titulat The Spirit and The Reality: Vodou and Haití del 25 al 26 d'abril de 1997. En acabar les jornades, van decidir institucionalitzar els seus esforços a través d'una nova associació sota el nom El Congrés de Santa Bàrbara. Utilitzant el nom crioll haitià per al congrés (kóngre) amb el San- i Ba- de Santa Bàrbara, va néixer l'abreviatura KOSANBA.

## Col·loquis celebrats
Segons la seva declaració, KOSANBA "proposa tenir un impacte en la política cultural haitiana, així com en altres mesures i polítiques que afecten la República d'Haití... El Congrés creu que el vodú juga i continuarà jugant un paper important en el gran esquema del desenvolupament d'Haití i en els àmbits socioeconòmic, polític i cultural. El desenvolupament, quan és real i reeixit, sempre prové de la modernització de les tradicions ancestrals, ancorades en les riques expressions culturals d'una nació."
KOSANBA es reuneix cada dos anys. El seu col·loqui del 13 al 17 de juliol de 2009 es va celebrar a Mirebalais, Haití, coincidint amb el pelegrinatge de Saut-d'Eau. Després del terratrèmol de 2010, KOSANBA no es va reunir fins al 2013. El seu desè col·loqui es va celebrar del 18 al 20 d'octubre d'aquell any a la Universitat Harvard. L'onzè col·loqui va tenir lloc a Mont-real del 21 al 25 d'octubre de 2015, i el dotzè a Nova Orleans de l'1 al 3 de novembre de 2017. El 2019, l'associació va celebrar el seu tretzè col·loqui al Forum for Scholars and Publics de la Universitat de Duke a Durham, Carolina del Nord.
L'actual presidenta de l'associació és Yanique Hume, professora d'Estudis Culturals, Universitat de les Índies Occidentals, Campus de Cave Hill. La seva antecessora fou LeGrace Benson, actualment directora del projecte d'investigació sobre les arts d'Haití.